# Australoricus
Australoricus oculatus es una especie de Loricifera en la familia Nanaloricidae, y es la única especie del género Australoricus. Fue descubierta en las cavernas marinas frente a las costas de  en Australia.
Estos animales poseen cabeza, boca, tracto digestivo y ano, así como un esqueleto externo en forma de armadura denominado loriga. Carecen de sistema endocrino y circulatorio. La cavidad corporal es un pseudoceloma. Son dioicos y probablemente ovíparos. No existe registro fósil.